# 홍장남로
홍장남로 (Hongjangbuk-ro)는 충청남도 홍성군 홍동면 송풍사거리에서 홍성군 홍성읍 마구형사거리를 잇는 56.7km 도로이다.

## 주요 경유지
충청남도
- 홍성군 (장곡면 - 홍동면)

## 노선
전 구간 지방도 제609호선에 속하므로 이 노선에 대한 별도 표기는 생략한다.
| 이름         | 접속 노선                          | 소재지 | 소재지 | 비고 |
| ------------ | ---------------------------------- | ------ | ------ | ---- |
| 상송삼거리   | 국가지원지방도 제96호선 (홍남동로) | 홍성군 | 장곡면 |      |
| 상송삼거리   | 국가지원지방도 제96호선 (홍남동로) | 홍성군 | 장곡면 |      |
| 홍원교       |                                    | 홍성군 | 장곡면 |      |
|              | 홍동면                             | 홍성군 |        |      |
| 작덕고개     |                                    | 홍성군 |        |      |
| 송풍사거리   | 광금남로                           | 홍성군 |        |      |
| 홍장북로직결 |                                    |        |        |      |

## 주요 건물 및 시설
- 장곡중앙교회 (홍장남로 107/도산리 23-6)
- 홍성실로암교회 (홍장남로 240/지정리 산93-1)
- 홍동장곡파출소 (홍장남로 711/운월리 355)
- 홍동면행정복지센터 (홍장남로 712/운월리 296)